# Melody Day
Melody Day (Hangul : 멜로디 데이) était un girl group sud-coréen formé en 2012. Le groupe, alors composé de trois membres : Yeoeun, Chahee et Yein, a officiellement fait ses débuts avec leur album single, Another Parting en février 2014. La quatrième membre, Yoomin, rejoint le groupe en octobre 2014. Le 26 décembre 2018, il a été confirmé que les quatre membres avaient décidé de ne pas renouveler leurs contrats avec Cre.ker Entertainment, mettant ainsi fin au groupe. 

## Histoire

### 2012-2013: Pré-débuts
Les Melody Day ont commencé leurs carrières en trio en 2012, sur des bandes originales de dramas tels que Bridal Mask, Cheongdam-dong Alice, Missing You, My Daughter Seo-young, The King of Dramas, I Can Hear Your Voice, Master. Soleil et Pretty Man. Le 26 juin 2013, le groupe sort la ballade Loving Alone dans le cadre de l'album single New Wave Studio Rookie, Vol. 1. 

### 2014-2016: Débuts et nouveau membre

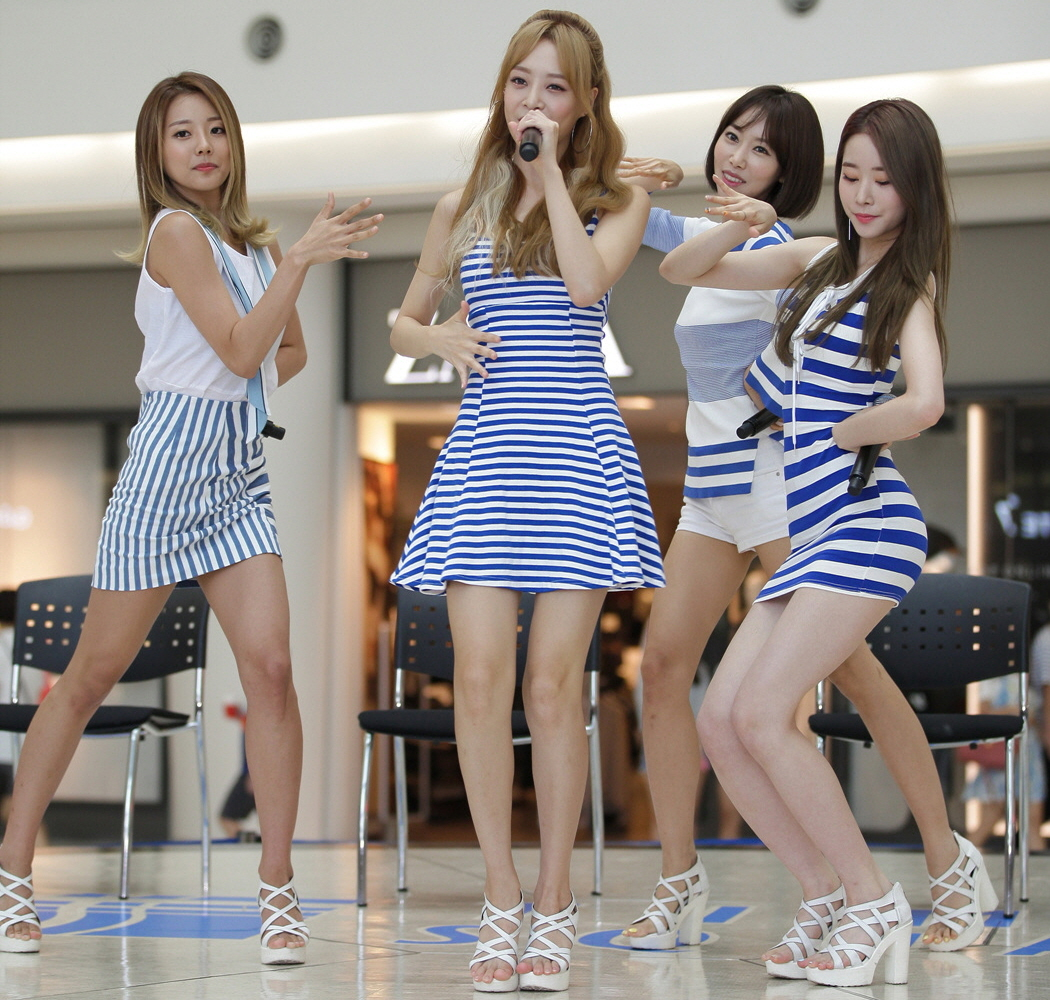
Melody Day lors d'une représentation le 21 août 2015.

Le groupe débute le 25 février 2014 avec la sortie de leur premier album single Another Parting,. Dans le clip vidéo, apparaissent les acteurs Seo In-guk et Wang Ji-won. Le groupe a fait ses débuts sur le programme musical Music Bank le 28 février. 
Melody Day réalise The Very Last First, un duo avec Changmin de 2AM qui sera publié le 21 mai.  Le 14 août, le groupe en sort un deuxième avec Lee Jong-hyun de CNBLUE intitulé To Tell You The Truth. Les Melody Day publient par la suite la bande originale du drama You Are My Destiny avec le single You're My Everything, un remake de Be The One de Jeff Bernat.  
En octobre, Yoomin rejoint le groupe, dont elle deviendra la quatrième membre. Le groupe sort Listen to My Heart pour le drama Naeil's Cantabile. Le 12 décembre, les Melody Day sortent leur premier single numérique Anxious avec le rappeur Mad Clown.  
Le deuxième album single de Melody Day, #LoveMe, sort le 9 juin 2015. Le groupe publie alors leur troisième album single Speed Up le 7 octobre. Le 28 décembre, les Melody Day sortent leur deuxième single numérique When It Rains avec le rappeur de VIXX Ravi,.   
Les Melody Day sortent leur premier mini-album Color le 1er juillet 2016, avec un total de six titres, dont le premier single Color,. En décembre 2016, le groupe enregistre l'OST Beautiful Day pour le web drama First Seven Kisses.

### 2017-2018:Kiss on the Lips, Restlesset dissolution
Les Melody Day sortent leur troisième single numérique, You Seem Busy, avec Ilhoon de BtoB, le 25 janvier 2017,. La chanson a été produite par Polar Bear et ses paroles écrites par JQ et Ilhoon. Le deuxième mini-album du groupe, Kiss On The Lips, sortira le 15 février. Il se compose de six titres dont le premier single, Kiss On The Lips et le précédent single, You Seem Busy,.   
Le 25 septembre, Cre.ker Entertainment confirme que Yeoeun, Yoomin et Chahee participeraient à l'émission de compétition The Unit. Chahee a été classée 16e, Yeoeun 18e et Yoomin 31e. Elles n'ont pas réussi à faire partie de l'alignement du groupe final. 
Melody Day a sorti son quatrième single numérique, Restless, le 29 juin 2018,.   
Le 26 décembre 2018, il est annoncé que les quatre membres avaient décidé de ne pas renouveler leur contrat avec le label, mettant ainsi fin au groupe. 

## Membres
- Yeoeun (Hangul : 여은)
- Yoomin (유민)
- Yein (예인)
- Chahee (차희)

## Discographie

### Singles
| Titre | Année | Meilleures positions | Ventes        | Album                          |
| Titre | Année | KOR                  | Ventes        | Album                          |
| --- | ----- | -------------------- | ------------- | ------------------------------ |
| Love Alone (혼자하는 사랑)                                                                               | 2013  | 87                   | - KOR: 53 750 | New Wave Studio Rookie, Vol. 1 |
| Another Parting                                                                                          | 2014  | 69                   | - KOR: 65 015 | Another Parting                |
| Anxious (feat. Mad Clown)                                                                                | 2014  | 33                   | - KOR: 89 798 | #LoveMe                        |
| #LoveMe                                                                                                  | 2015  | -                    | - KOR: 28 563 | #LoveMe                        |
| Speed Up                                                                                                 | 2015  | -                    | - KOR: 17 482 | Speed Up                       |
| When It Rains (feat. VIXX's Ravi)                                                                        | 2015  | 41                   | - KOR: 63 954 | Color                          |
| Color (깔로)                                                                                             | 2016  | -                    | - KOR: 18 346 | Color                          |
| You Seem Busy (feat. BtoB's Ilhoon)                                                                      | 2017  | -                    | - KOR: 14 740 | Kiss On The Lips               |
| Kiss On The Lips                                                                                         | 2017  | NC                   |               | Kiss On The Lips               |
| Restless (잠은 안 오고)                                                                                  | 2018  | -                    | NC            |                                |
| "-" indique les versions qui n'ont pas été enregistrées ou qui n'ont pas été publiées dans cette région. |       |                      |               |                                |

### Bandes originales
| Année         | Titre                       | Membres                           | Album                          |
| ------------- | --------------------------- | --------------------------------- | ------------------------------ |
| 2012          | That One Word               | Melody Day                        | Bridal Mask OST                |
| 2012          | Stop Hurting                | Melody Day                        | Cheongdam-dong Alice OST       |
| 2012          | Magic Castle                | Melody Day                        | Missing You OST                |
| 2012          | The Way to Say I Love You   | Melody Day                        | Golden Time OST                |
| 2012          | Like Back Then              | Melody Day                        | My Daughter Seo-young OST      |
| 2012          | All Looks Like You          | Melody Day                        | The King of Dramas OST         |
| 2013          | "Sweetly Lalala"            | Melody Day                        | I Can Hear Your Voice OST      |
| 2013          | All About                   | Melody Day                        | Master's Sun OST               |
| 2013          | Only Me                     | Yeoeun                            | Marry Him If You Dare OST      |
| 2013          | I Have a Person That I Love | Melody Day                        | Pretty Man OST                 |
| 2013          | Can You Feel Me             | Melody Day                        | Medical Top Team OST           |
| 2013          | What to Do                  | Melody Day                        | 7th Grade Civil Servant OST    |
| 2014          | I'll Be Waiting             | Melody Day                        | Hotel King OST                 |
| 2014          | You're My Everything        | Melody Day                        | You Are My Destiny OST         |
| 2014          | Listen to My Heart          | Melody Day                        | Naeil's Cantabile OST          |
| 2014          | I Can't                     | Chahee                            | Naeil's Cantabile OST          |
| 2015          | Love                        | Yeoeun                            | Queen's Flower OST             |
| 2015          | Whatever                    | Yein                              | You Will Love Me OST           |
| 2016          | Let's Forget It             | Yeoeun                            | Reply 1988 OST                 |
| If It’s You   | Yeoeun                      | Beautiful Gong Shim OST           |                                |
| Without You   | Yeoeun (avec N)             | W OST                             |                                |
| Love, My Love | Yeoeun                      | Father, I'll Take Care of You OST |                                |
| Beautiful Day | Melody Day                  | First Seven Kisses OST            |                                |
| 2017          | Melody Day                  | The Song Of The Star              | Saimdang, Memoir of Colors OST |
| 2017          | Stain                       | Chahee                            | Hospital Ship OST              |
| 2017          | Be Confused                 | Chahee                            | Temperature of Love OST        |
| 2018          | Let's Go                    | Chahee                            | Gangnam Beauty OST             |
| 2018          | Holiday                     | Yeoeun                            | Gangnam Beauty OST             |

### Collaborations
| Année | Chanson               | Membres    | Artiste                 |
| ----- | --------------------- | ---------- | ----------------------- |
| 2013  | I Don't Know Women    | Melody Day | Boom                    |
| 2014  | The Very Last First   | Melody Day | Changmin de 2AM         |
| 2014  | To Tell You the Truth | Melody Day | Lee Jong-hyun de CNBLUE |
| 2015  | Come to Me            | Yeoeun     | Wheesung                |
| 2016  | Walkak                | Yeoeun     | Baechigi                |
| 2016  | Our Time              | Yein       | Kim Sung Tae de Postmen |
| 2017  | 밥은 먹고 말해요      | Yeoeun     | Kim Gi Tae              |

## Filmographie

### Clips vidéos
| Année | Titre                | Notes                  |
| ----- | -------------------- | ---------------------- |
| 2013  | All About            | Master's Sun OST       |
| 2014  | Another Parting      | -                      |
| 2014  | The Very Last First  | Avec Changmin de 2AM   |
| 2014  | You're My Everything | You Are My Destiny OST |
| 2014  | Listen to My Heart   | Naeil's Cantabile OST  |
| 2014  | Anxious              | Avec Mad Clown         |
| 2015  | #LoveMe              | -                      |
| 2015  | Speed Up             | -                      |
| 2015  | When It Rains        | Avec Ravi de VIXX      |
| 2016  | Color                | -                      |
| 2017  | You Seem Busy        | Avec Ilhoon de BTOB    |
| 2017  | Kiss On the Lips     | -                      |
| 2018  | Restless             | -                      |

## Récompenses et nominations
| Année | Prix                             | Catégorie           | Nomination      | Résultat |
| ----- | -------------------------------- | ------------------- | --------------- | -------- |
| 2013  | Seoul International Drama Awards | OST drama coréen    | Like Back Then  | Nommée   |
| 2014  | MelOn Music Awards               | Meilleur clip vidéo | Another Parting | Lauréat  |